# 基施 (伊利諾伊州)
基施（英語：Kisch）是位於美國伊利諾伊州卡斯縣的一個非建制地區。該地的面積和人口皆未知。

## 地理
基施的座標為39°54′57″N 90°12′03″W / 39.91583°N 90.20083°W，而該地的平均海拔高度為189米（即620英尺）。